# Eparchia di Kostroma

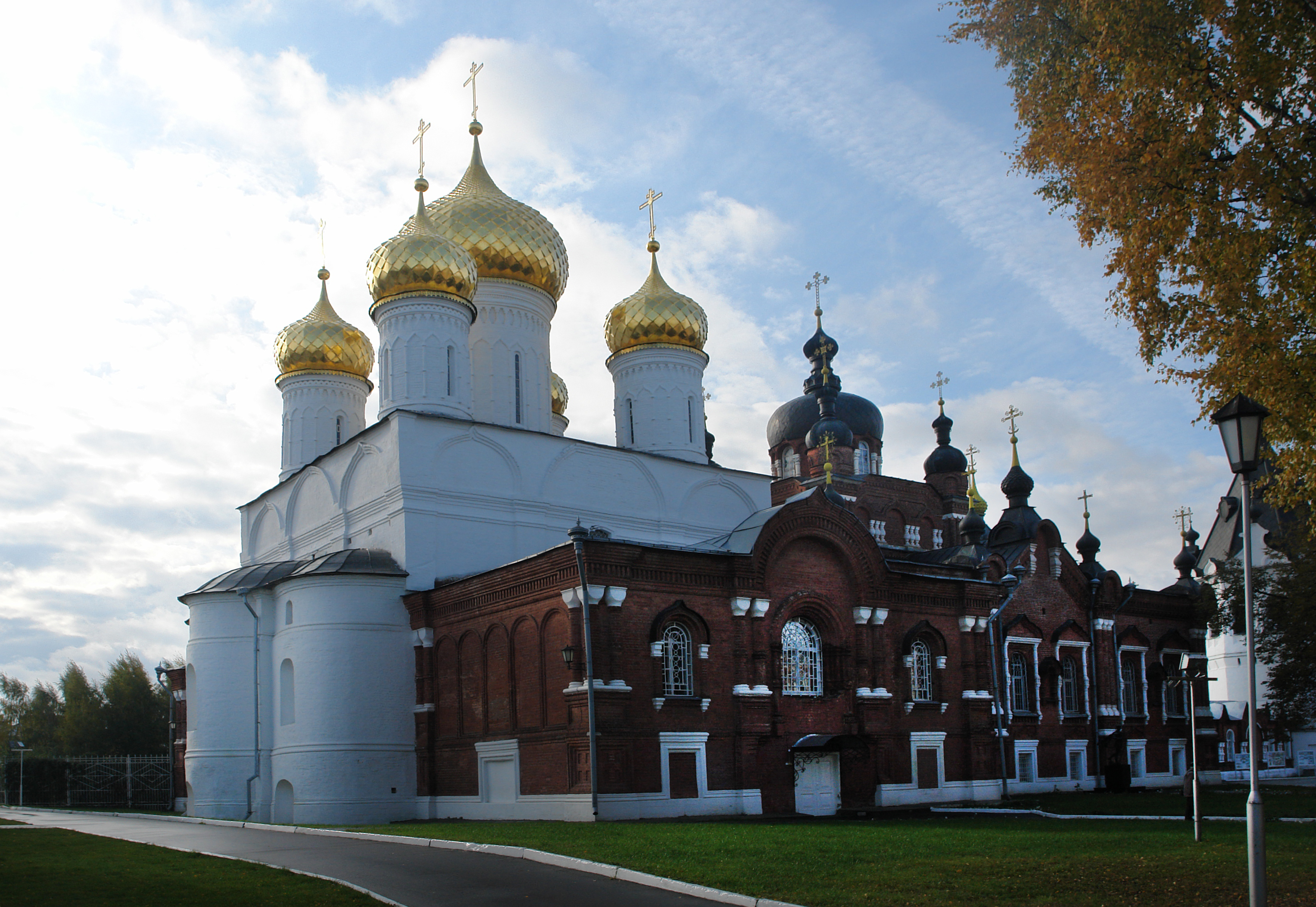
La cattedrale dell'Epifania di Kostroma.

L'eparchia di Kostroma (in russo Костромская епархия?) è una diocesi della Chiesa ortodossa russa, appartenente alla metropolia di Kostroma.

## Territorio
L'eparchia comprende le città di Kostroma, Buj e Volgorečensk e i rajon Bujskij, Kostromskoj, Krasnosel'skij, Nerechtskij, Sudislavskij e Susaninskij nell'oblast' di Kostroma nel circondario federale centrale.
Sede eparchiale è la città di Kostroma, dove si trova la cattedrale dell'Epifania.
L'eparca ha il titolo ufficiale di «metropolita di Kostroma e Nerechta».

## Storia
L'eparchia è stata eretta il 16 luglio 1744. Con decisione del Santo Sinodo della Chiesa ortodossa russa del 27 dicembre 2016 ha ceduto una porzione del suo territorio a vantaggio dell'erezione della eparchia di Galič.